# Europe oil telegram
Das eot europe oil telegram ist eine wöchentlich erscheinende Fachzeitschrift für die Energiebranche. Gegründet wurde der Verlag europe oil telegram & Co. KG in Hamburg im Jahr 1963 von Dieter Gripp als Schnellinformationsdienst.  Seitdem richtet sich das eot insbesondere an Unternehmen der mittelständischen Mineralölwirtschaft und verfolgt außerdem die Schwerpunkte Erdgas- und Erneuerbare-Energie-Märkte. Die Branchenzeitschrift veröffentlicht neben Nachrichten auch Marktberichte, Kennzahlen und Handelsdaten, Statistiken, Analysen sowie Brancheninterviews.
Bezieher sind Entscheidungsträger der Unternehmen der Mineralöl-, Erdgas-, Strom-, Kohle- und Erneuerbare-Energien-Wirtschaft sowie der Chemie, Logistik und Verbände. Außerdem zählen Behörden  und andere Medien zu den Abonnenten.
Einmal im Jahr erscheint die Statistik-Broschüre der deutschen Mineralölwirtschaft als Printausgabe in der unter anderem Entscheidungsträger im und um den Mineralölmittelstand ihre Sicht auf die künftigen Herausforderungen der Branche richten.
Das eot umfasst neben der Printausgabe den Onlinedienst  www.oil-telegram.de, eine News-App sowie einen News-Kanal über das soziale Netzwerk LinkedIn.
Das eot ist inhabergeführt von Daniel Grübner, der den Verlag im Jahr 2017 von Gründer Dieter Gripp übernahm.